# Guardia costiera ucraina
La Guardia marittima dell'Ucraina (in ucraino Морська охорона?, Mors'ka ochorona) è un reparto navale ucraino, che svolge i compiti propri della guardia costiera.
Dal 2003 è subordinata alla Guardia di Frontiera dell'Ucraina. In caso di guerra passa sotto il comando delle Forze armate dell'Ucraina.

## Storia

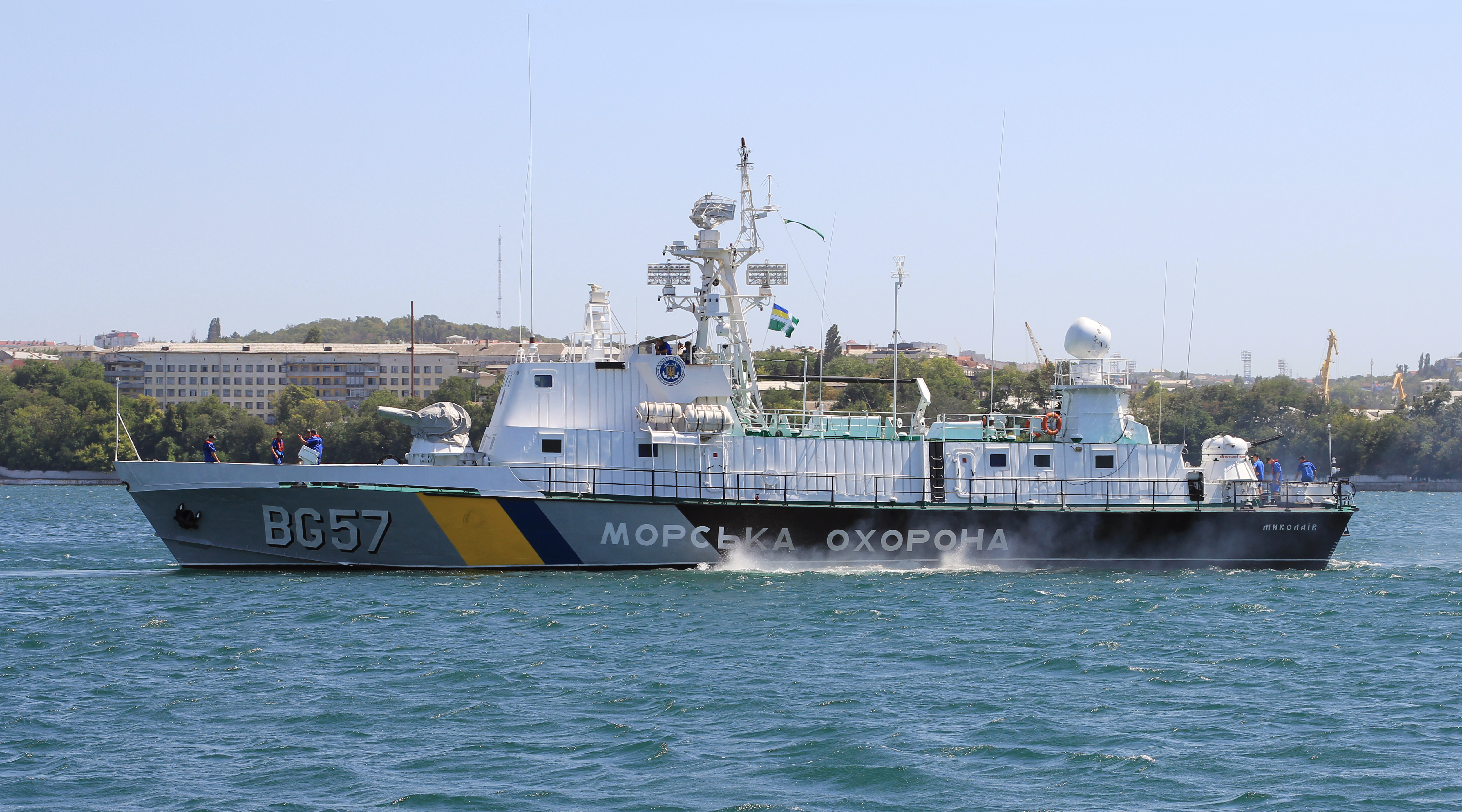
La nave di guardia marittima ucraina Mykolaïv (BG57) della classe Stenka nella baia di Sebastopoli nel 2012

La formazione della Guardia marittima ucraina è iniziata dopo la dissoluzione dell'Unione Sovietica contemporaneamente alla creazione della Guardia di Frontiera dell'Ucraina. La Guardia marittima, che fa parte della Guardia di frontiera ucraina, si è sviluppata rapidamente diventando oggi una delle forze più efficaci dell'Ucraina.